# Padegan-e Eslami Emam Reza
Padegan-e Eslami Emam Reza (pers. پادگان اسلامی امام رضا) – duża miejscowość będąca osiedlem wojskowym. Leży ona w północnym Iranie, w ostanie Azerbejdżan Wschodni. W 2006 roku miejscowość liczyła 3361 mieszkańców w 853 rodzinach.